# Kontinentska klima
Kontinentska klima je vrsta klime koja se javlja na kontinentskom području središnjega dijela sjeverne polutke. To je područje zapadnih vjetrova; slične klime postoje na istočnoj i jugozapadnoj obali istih kontinenata i na drugim višim dijelovima svijeta. Obilježavaju je oštre i hladne zime, bar toliko hladne za duže zadržavanje snježnoga pokrivača i relativno suha ljetima s malo padalina, dok su neke istočne obale, kao obale Sjeverne Amerike puno kišovitije u ljetnim razdobljima. Samo neka područja Irana, Turske i središnje Azije pokazuju maksimalne količine snijega tijekom zime koji se topi u rano proljeće i uzrokuje kratkotrajne poplave.
Ta područja obično imaju ili šume ili livade s visokom travom kao prirodni pokrivač i uključuju neke od najproduktivnijih područja na svijetu. Ovi tipovi klime imaju najmanje tri mjeseca s temperaturom višom od 10°C i zime s najmanje jednim mjesecom temperature niže od 0°C (iako neke razredbe imaju nižu granicu za zimske temperature, zasnovanu na duljini zadržaja snježnog pokrivača, a jedna od takvih je i Köppenova klasifikacija klime, koja kao zimsku granicu uzima -3°C).
U ovakvim klimatskim područjima, prosječna ljetna temperatura je između 21°C i 32°C tijekom dana i između 10°C i 18°C tijekom noći. Prosječna zimska dnevna temperatura je od -12°C do 7°C, a noćna od -23°C do 4°C. Proljetne temperature počinju se javljati početkom ožujka u južnijim dijelovima, a u sjevernijim sredinom travnja. Godišnja količina padalina u ovim podnebljima obično je između 61 cm i 122 cm. Najviše padalina ima tijekom zime, u obliku snijega. Najsunčanija razdoblja su ljeti, a najoblačnija i najtmurnija zimi, iako zime nekad znaju obilovati sunčanim danima.
Kontinentska klima obuhvaća ono područje gdje se hladan zrak infiltrira tijekom zime, a topao stvara tijekom ljeta zbog sunčanih i dugih dana. Mjesta s kontinentskom klimom su ili jako udaljena od bilo kakva utjecaja oceana (npr. Nebraska) ili su smještena na obalama oceana (npr. Boston) i na tim mjestima prevladavaju jači vjetrovi. Takva područja brzo se zagrijavaju tijekom ljeta, dostižući temperature svojstvene tropskoj klimi, ali se isto tako brzo hlade tijekom zime, dostižući temperature niže od bilo kojega drugoga područja te zemljopisne širine.
Ovakve klime slične se suptropskima, koje prevladavaju na području bliže ekvatoru, gdje su zime manje oštre i klimama u kojima su padaline nedovoljne za livade s visokom travom. U Europi, ove klime mogu prerasti u oceansku klimu u kojoj je smjer umjerenih zračnih masa prema zapadu. Subpolarna klima s vrlo hladnim dugim i suhim zimama, ali s bar jednim mjesecom u kojem je temperatura viša od 10°C, može se smatrati podvrstom kontinentalne klime.
Na Srednjemu zapadu, sjeveroistočnome dijelu SAD-a, južnoj Kanadi, dijelovima Kine i većem dijelu Rusije prevladava kontinentska klima, koja uopće ne postoji na južnoj polutci, zahvaljujući manjoj kopnenoj masi oko središnjih paralela, podmorskom utjecaju na južne dijelove Afrike i Australije i zakrivljenju u širinu južnoga dijela Južne Amerike koje ne dopušta hlađenje zračnih masa kao onih koji se nalaze na istoj zemljopisnoj širini u Sjevernoj Americi i Aziji. Antarktika, naravno, leži potpuno izvan središnjih paralela.